# Сонні Сандовал
Пол Джошуа «Сонні» Сандовал (народився 16 травня 1974)  — американський музикант, репер, співак і автор пісень. Він найбільш відомий як співзасновник і головний вокаліст ню-метал гурту P.O.D.

## Біографія
Сандовал народився в Сан-Дієго, Каліфорнія мати була чаморро-гавайського походження, а батько мексикано-італійського походження.  Він виріс у районі Отай-Меса на півдні Сан-Дієго, який був кварталом Чикано. Коли йому було вісімнадцять, матері Сандовала поставили діагноз лейкемія.  Під час її хвороби Сандовал перебував під великим впливом віри своєї матері як побожної християнки.   Він продовжив кар’єру МС, а пізніше приєднався до гурту Enoch, групи, створеної Вувом Бернардо, Гейбом Портільо та Маркосом Куріелем, яка після приєднання Сандовала стала P.O.D. (ініціал для «Payable On Death»). Сандовал стверджує, що його музичне коріння – реггі, рок і реп, усі вони очевидні в P.O.D.

## Кар'єра

### P.O.D.
Сандовал найбільше відомий як співзасновник і головний вокаліст метал-гурту P.O.D. Протягом своєї кар'єри гурт отримав три номінації на премію "Греммі", брав участь у багатьох саундтреках до фільмів і гастролював по всьому світу. Вони продали понад 12 мільйонів записів по всьому світу. Зі своїм третім студійним альбомом, The Fundamental Elements of Southtown, P.O.D. досягли початкового успіху; альбом отримав платиновий сертифікат RIAA у 2000 році.  

### The Whosoevers
З 2008 року Сандовал був частиною просвітницької групи The Whosoevers разом із Раяном Рісом, Лейсі Штурм із Flyleaf та Браяном Велчем, гітаристом ню-метал-гурту Korn.

### Інші проекти
Сандовал з'явився в однойменному альбомі Project 86 у пісні «Six Sirens». У 2004 році він взяв участь у двох треках одноіменного альбому Анастейші «Seasons Change» і «I Do». У 2006 році він був названий номером 63 у списку 100 найкращих метал-вокалістів усіх часів за версією Hit Parader.
У 2009 році Сандовал з'явився на новому альбомі Tribal Seeds The Harvest у пісні «Warning». У 2010 році Сандовал з'явився на четвертому альбомі War of Ages Eternal у пісні «Eternal». У 2010 році Сандовал з'явився на четвертому альбомі Lecrae Rehab у пісні «Children of the Light». У 2011 році Сандовал з'явився на синглі Домініка Баллі «American Dream». У 2012 році Сандовал з'явився на четвертому альбомі журналу For Today Immortal у пісні «The Only Name». Також у 2013 році Сандовал з’явився в треку «Something Better», випущеному на міні-альбомі Flyleaf Who We Are. Він з'явився на альбомі Islander, Violence & Destruction у треку «Criminals».

## Особисте життя

### Сім'я
Він і його дружина Шеннон одружилися в 1996 році і мають двох доньок, Неве і Марлі, та сина Джастіса. Багато хто приписує Сандовалу раптову популярність імені Неве (Nevaeh), яке, як він показав на MTV Cribs, означає «небо», написане задом наперед.  

### Зовнішній вигляд
Протягом більшої частини кар’єри P.O.D. Сандовал був добре відомий своїми дредами (які після виходу кліпу «Going in Blind» досягли йому талії), але після випуску сьомого студійного альбому P.O.D., When Angels & Serpents Dance, він їх відрізав. 

## Дискографія

### P.O.D.
- Snuff the Punk (1994)
- Brown (1996)
- The Fundamental Elements of Southtown (1999)
- Satellite (2001)
- Payable on Death (2003)
- Testify (2006)
- When Angels &amp; Serpents Dance (2008)
- Murdered Love (2012)[10]
- SoCal Sessions (2014)
- The Awakening (2015)
- Circles (2018)
- Veritas (2024)

### Гостьові виступи
- «Six Sirens» - Project 86 в альбомі Project 86 (1998)
- «America» - Santana (разом з P.O.D.) в альбомі Shaman (2002)
- «Seasons Change» та "I Do» - Anastacia в альбомі , Anastacia (2004)
- «Let It Go» - Kirk Franklin, разом з TobyMac в альбомі , Hero (2005)
- «Warning» - Tribal Seeds в альбомі, The Harvest (2009)
- «Eternal» - War of Ages в альбомі, Eternal (2010)
- «Children of the Light» - Lecrae в альбомі, Rehab (2010)
- «American Dream» - Dominic Balli в альбомі, American Dream (Dominic Balli album) (2011) [11]
- «The Only Name» - For Today в альбомі, Immortal (2012)
- «Something Better» - Flyleaf в EP, Who We Are (2013)
- «Criminals» - Islander on their album, Violence & Destruction (2014)
- «Chasing the Horizon» разом з Noize MC (2019)
- «They Don't Like It» разом з Fire from the Gods (2019)
- «Magic Eyes» разом з Nights Like Thieves (2020)
- «All or Nothing» разом з Ill Niño (2021)
- «Nemesis» разом з Manafest (2022)
- «Lights, Camera, Action» разом з Islander (2022)
- «Attitude» - H.R. в альбомі Let Luv Lead (The Way) (2023)